# Elwesia pallida
Elwesia pallida là một loài bướm đêm trong họ Noctuidae.